# Cowboy in Sweden (musikalbum)
Cowboy in Sweden är ett musikalbum av Lee Hazlewood. Skivan släpptes sent 1970 som soundtrack till den svenska tv-show med samma namn som Lee Hazlewood medverkade i. Albumet blev en stor försäljningsframgång i Sverige, men har utomlands betraktats som en av Hazlewoods kuriositeter. Musiken kan beskrivas som psykedelisk countrymusik. Mest kända låten på skivan är tolkningen av "Vem kan segla förutan vind" där Nina Lizell sjunger melodin på svenska och Hazlewood översätter. Några låtar från skivan har återutgivits på Lee Hazlewoods samlings-CD The LHI Years: Singles, Nudes and Backsides (1968-71) utgiven 2012.

## Låtlista
1. "Pray Them Bars Away"
2. "Leather and Lace"
3. "Forget Marie"
4. "Cold Hard Times"
5. "The Night Before" (anm. ej att blanda ihop med Beatles-låten med samma namn)
6. "Hey Cowboy"
7. "No train to Stockholm"
8. "For a Day Like Today"
9. "Easy and Me"
10. "What's More I Don't Need Her"
11. "Vem kan segla"

## Listplaceringar
- Kvällstoppen, Sverige: #4[1]